# DB-LK
DB-LK − dwusilnikowy bombowiec produkcji radzieckiej. Wyprodukowano jedynie jeden egzemplarz prototypowy.

## Historia
W 1933 r., projektant Wiktor Bielajew rozpoczął prace nad nowym typem bombowców. Prace Bielajewa nad nowym bombowcem przyśpieszyły pomyślnie badania szybowców BP-2 (TsAGI-2, 1934) i BP-3 (1936). Ten ostatni został zbudowany w małych seriach i był używany do szkolenia pilotów w Szkole Pilotażu Marynarki Wojennej.
W 1938 samolot był na ukończeniu. Jako napędu użyto dwóch silników gwiazdowych M-87 i chowane podwozie. Samolot oznaczono DB-LK.
Po opóźnieniach i kłótniach wewnątrzpartyjnych, DB-LK w 1939 wykonał pomyślnie swój pierwszy lot na lotnisku Instytutu Badawczego Sił Powietrznych w Czkałowskaja. Badania wykazały bardzo dobre z natury cechy samolotu i parametry lotu, podczas gdy samolot osiągnął, mimo słabego silnika M-87, prędkość do 488 km/h (na wysokości 5100 m). 1 maja 1940 samolot został zaprezentowany w Moskwie na paradzie wojskowej na Placu Czerwonym, gdzie został przedstawiony opinii publicznej.
Pod wpływem niemieckich bombowców nurkowych, w szczególności Ju 87, w tym samym roku zostało wydane polecenie przekształcenia DB-LK w samolot o podobnej charakterystyce jak Ju 87. Prace nad przekształceniem płatowca w bombowiec nurkujący trwały do wybuchu wojny między Trzecią Rzeszą a ZSRR – 22 czerwca 1941 roku.
Pierwszy i jedyny zbudowany prototyp został spalony w obawie przed zbliżającym się Wehrmachtem.